# 托费伊
托费伊，是匈牙利佐洛州所辖的一个村，总面积15.32平方公里，总人口689，人口密度45.0人/平方公里（2010年1月1日）。